# Laudanum
Pour les articles homonymes, voir Laudanum (homonymie).

Le laudanum est une teinture alcoolique d'opium très addictive. La préparation à base d'alcaloïdes issue du pavot somnifère (Morphine, Codéine etc.) est surtout prescrite dans le traitement symptomatique des diarrhées aiguës et chroniques, résistantes à tout autre traitement médicamenteux. Cette teinture d'opium, quelquefois adoucie par du sucre, est aussi appelée vin d'opium.

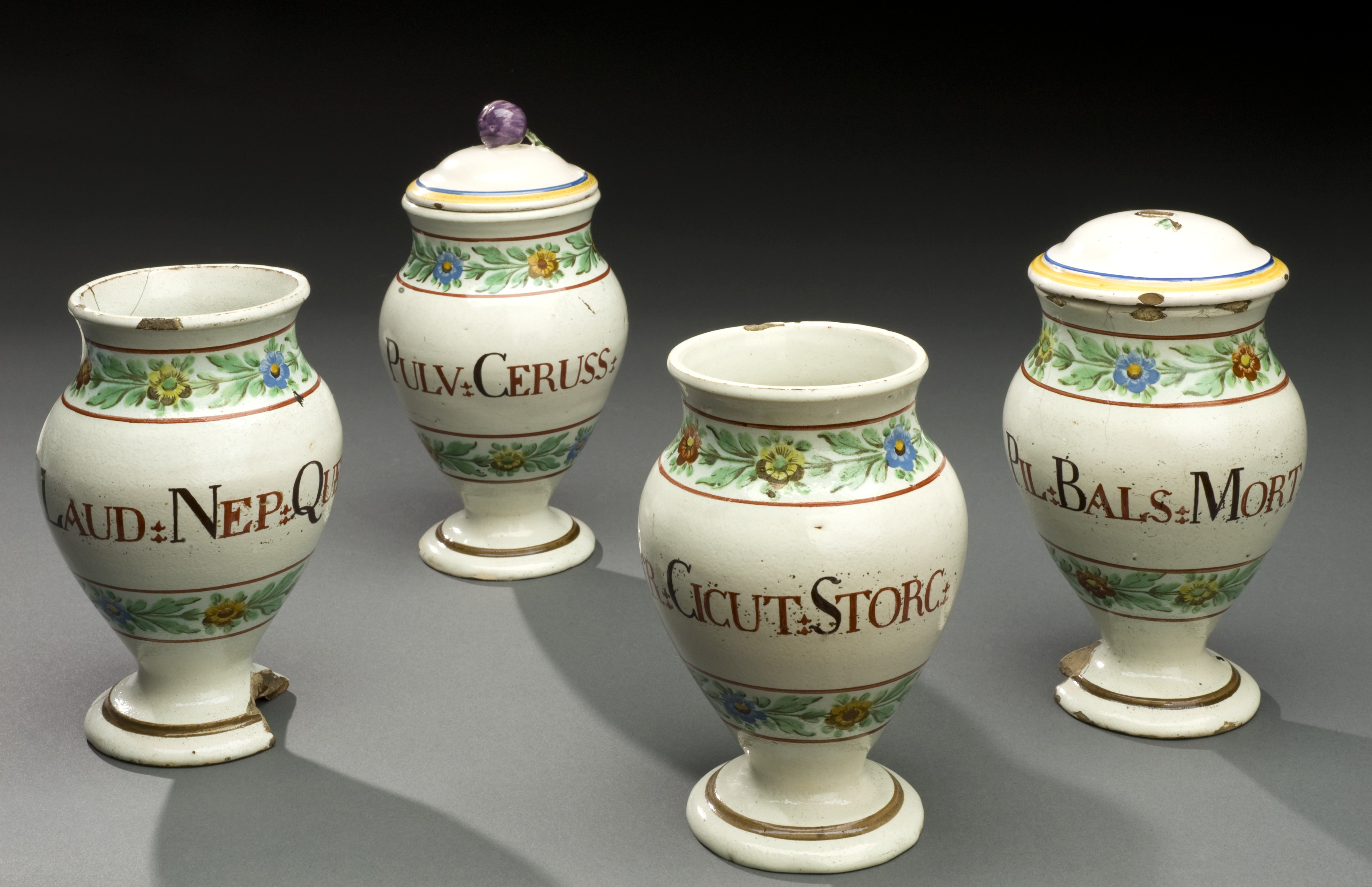
Pot de gauche : Laudanum, Népenthès, Quirinacium (Italie, 1771-1830).

Inventé au XVIe siècle par le médecin suisse Paracelse, ce remède à base d'opium pour lutter contre la douleur, se prépara sous diverses formes, avant que le médecin anglais Thomas Sydenham (1624-1689) n'en propose une formule efficace et simple à produire, qui se généralisa jusqu'au XXe siècle.
Le laudanum de Sydenham est une teinture d'opium safranée introduite et expérimentée par Sydenham, au cours des épidémies de dysenterie des années 1669-1672, à Londres. Jusqu'à la généralisation de l'usage du chlorhydrate de morphine, ce remède demeurera l'analgésique le plus utilisé. C'est un breuvage calmant opiacé dont la composition est :
| Poudre d'opium officinal ..        | 110 g |
| Safran incisé ...................  | 50 g  |
| Alcool à 30° ..................... | 920 g |

En France, le laudanum était disponible sous forme de gouttes ; il n'était délivré en principe que sur prescription médicale à partir du XIXe siècle. Il n'existe plus aujourd'hui en France de formes commercialisées de cette teinture.
Au Royaume-Uni, la vente libre du laudanum facilita le passage de la consommation thérapeutique à la consommation hédonique. Le poète Thomas de Quincey lança la mode de la recherche d'expériences sensorielles ineffables chez les « mangeurs d'opium », mode qui se répandit par la suite dans les milieux artistiques et littéraires européens. Toutefois, dans ce XIXe siècle, la montée de la consommation addictive de laudanum dans les milieux populaires anglais créa de sérieux problèmes de santé.

## Historique

### Étymologie
Laudanum est un néologisme forgé par Paracelse, sans qu'on sache précisément sa motivation. Il pourrait dériver du latin laudo, inf. laudare « louer, vanter » ou de ladanum « suc de ciste ». En 1620, l'apothicaire Jean Béguin dira clairement que « l'extrait narcotique s'appelle Laudanum, comme qui diroit remede digne de louange, à cause des effects du tout admirables qu'il produit aux plus grandes maladies, et plus grandes douleurs » (Les Elements de Chymie).

### Antiquité et Moyen-Âge
Les effets soporifiques du pavot à opium étaient connus du médecin grec du Ier siècle, Dioscoride (De materia medica IV,64) ainsi que de l'encyclopédiste romain Pline qui indique que la plante était cultivée et servait à fabriquer un « breuvage narcotique » (Histoire naturelle, XX, 198). Au IIe siècle, Galien, dont la doctrine domina la pensée médicale européenne jusqu'au XVIIIe siècle, attribuait aux remèdes à base d'opium des propriétés rafraîchissantes et desséchantes. Il le recommandait comme analgésique, ou bien comme antidote dans sa fameuse thériaque où l'opium dominant était associé à la chair de vipère et à de nombreux autres ingrédients. La thériaque était prescrite pour les morsures de serpents et tous les poisons. Les médecins du monde musulman, comme al Razi, prescrivirent eux aussi, l'opium comme sédatif et anesthésique.

### Paracelse

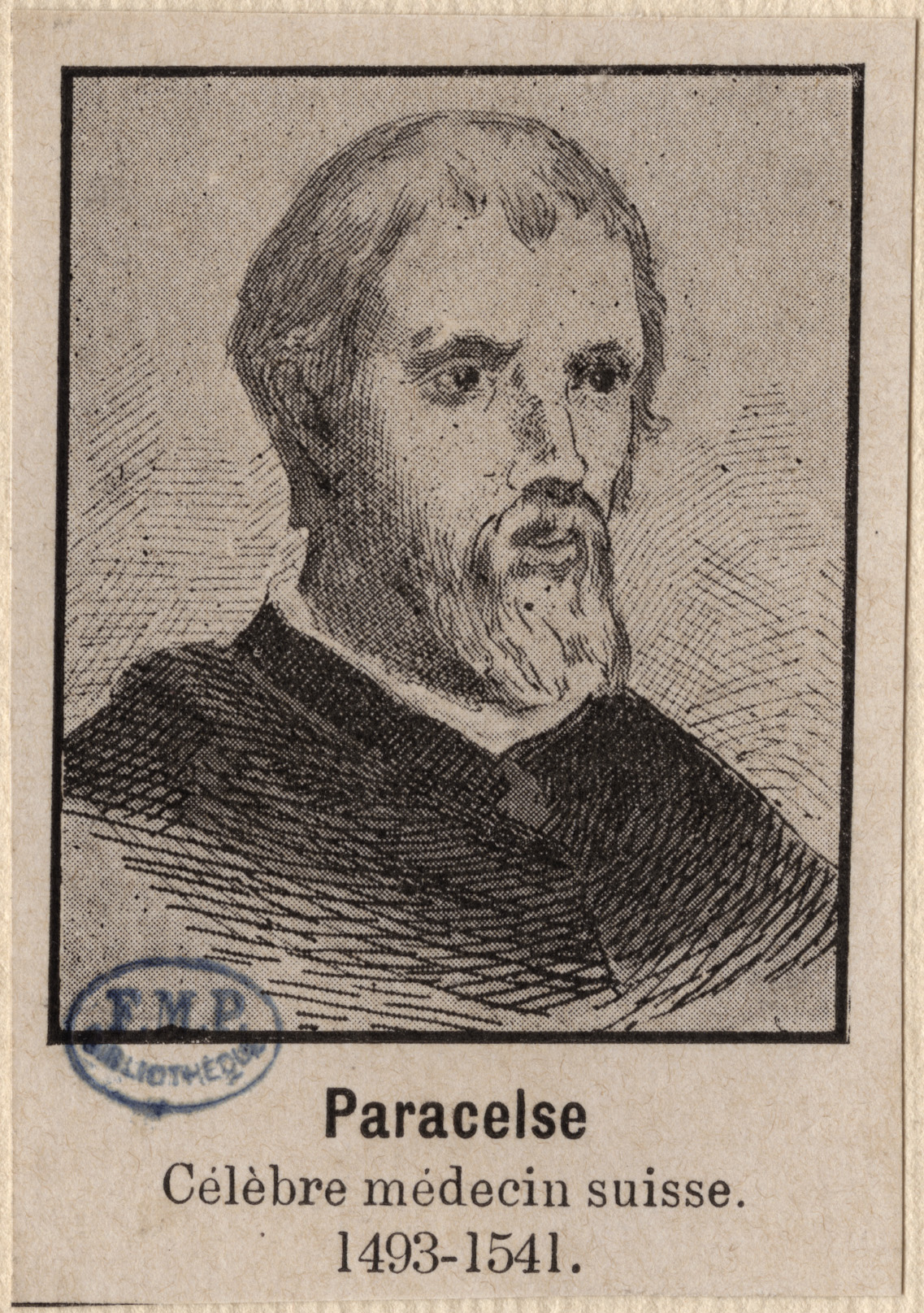

Mais ce n'est qu'au XVIe siècle qu'une des préparations du médecin suisse Paracelse, connue sous le nom de « laudanum », devint très célèbre et suscita d'abondantes polémiques. Dans son premier livre, Neun Bücher Archidoxis (Neuf livres Archidoxes, 1525-1526, non publié de son vivant), il expose comment extraire la médication efficace des composantes impures de minéraux, cristaux, gemmes, métaux, plantes, et racines, etc. Il appelle « spécifiques anodins », la classe des remèdes à base d'opium, ambre, musc, perle et or, qui « ne lutte que contre la maladie et non contre l'homme entier...Voici comment : »
| « Spécifique anodin Recette : prends une drachme d'opium thebaici, six onces d'ambre arantarium et six onces d'ambre citoniorum, une demi-once de cannelle et autant de girofle. Mélange et pile bien tout cela puis mets-le dans un vaisseau de terre muni d'un couvercle transparent. Laisse digérer au soleil ou au fumier pendant un mois. Exprime alors le tout que tu replaceras dans un vaisseau. Laisse digérer avec les ingrédients suivants : un scrupule et demi de musc ; quatre scrupules d'ambre ; une demi-once de safran ; enfin de l'ambre corallien et du magistère de perle, un scrupule et demi de chaque. Mélange après avoir, derechef, laissé digérer un mois. Prends alors un scrupule et demi de quintessence d'or, mélange à nouveau et tu obtiendras le spécifique anodin grâce auquel toutes les douleurs seront enlevées, à l'intérieur comme à l'extérieur. En outre, aucun autre membre ne sera plus touché. » (Archidoxes[9], p.96, ouvrage posthume) |
Dans le seul ouvrage médical substantiel publié de son vivant, la Grande chirurgie (Grosse Wundarznei, 1536), Paracelse recommande contre les morsures de serpents, de faire prendre au patient de l'huile d'olive, avec du corail rouge et de l'électuaire de pierres précieuses. Si une fort grande soif survient, « signe que le venin croît et tend au cœur », « tu feras boire du lait chaud avec de la poudre de Coral rouge. Nous écrirons notre secret, que nous nommons Laudanum, en son lieu, lequel passe & surmonte tous les autres remèdes, quand on est en péril de mort » (Grande chirurgie, p. 117). Quelle est donc la recette secrète du laudanum de Paracelse ? Pour le médecin spagyriste Angelo Sala (1576-1637), le « laudane » de Paracelse n'est autre que l'« Anodin Spécifique de Theophrastus Paracelsus » (Opiologia, chap. VIII).
L'imprimeur Oporinus, qui fut un temps l'assistant de Paracelse à Colmar, mentionne le laudanum avec appréhension car il ne fut, semble-il, jamais initié au secret de sa fabrication par son maître. Il indique que Paracelse « avait des pilules qu'il appelait laudanum  et qui avaient l'apparence de crottes de souris, qu'il n'utilisait qu'en cas d'extrême urgence. Il prétendait que ces pilules pouvaient réveiller les morts, et il prouva en effet que des patients, qui semblaient bien morts, s'étaient réveillés soudainement ». Un autre éditeur, le médecin paracelsien Michael Toxites, parla d'un Laudanum Theophrasti, non toxique, sans opium, qui pouvait guérir toute maladie, hormis la lèpre, et était le meilleur moyen pour préserver la vie. Un autre médecin de l'époque, Theodor Zwinger confirme l'essentiel de ces témoignages. Il écrivit en 1564 « J'aimerais seulement ajouter une chose, que Théophraste avait toujours avec lui un remède nommé Laudanum et qu'il l'administrait dans les cas les plus désespérés ; ce remède était trois fois plus gros qu'un pois chiche et Théophraste ne le montrait qu'après l'avoir mouillé de sa salive. Après l'avoir pris, les malades tombaient dans un léger sommeil ; ensuite ils se sentaient mieux, mais tous n'ont pas recouvré leurs forces ».
Oswald Crollius, un des premiers disciples de Paracelse, publia en 1609 dans Basilica chymica, la recette du Laudanum tres-renommé de Paracelse, faite d'opium thébaïque, de suc de jusquiame, d'ambre, mumie, sel de perles et de corail, liqueur de succinum [ambre] blanc tiré par esprit de vin, os de cœur de cerf [cartilage du cœur dit croix de cerf], lapis Besouard, corne de Licorne [un fossile], musch.
Le Laudanum Theophrasti suscita de nombreuses polémiques dans le monde médical. On reprocha à cette prescription d'avoir un effet purement temporaire, les symptômes de la maladie réapparaissant après cessation du traitement. On incrimina aussi les effets rafraîchissants de l'opium qui avaient pour conséquence de priver le malade de sa chaleur innée et de le conduire à la mort. Malgré les mises en garde de certains médecins, le laudanum connaîtra un franc succès durant plusieurs siècles. Il fut considéré comme un remède important dans toutes les pharmacopées chimiques jusqu'au XXe siècle, et on le retrouve même dans les pubs anglais au XIXe siècle.

### Les médecins paracelsiens desXVIe–XVIIesiècles

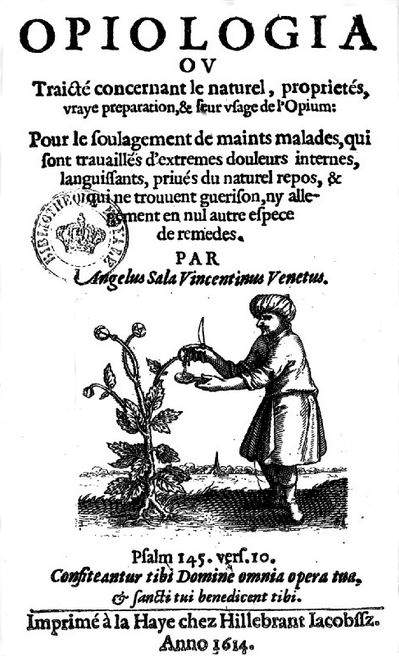
Opiologia, 1614, d'Angelo Sala.

Les médecins et apothicaires paracelsiens, tous adeptes des préparations chimiques (par distillation, calcination...), firent grand usage de laudanum à base d'opium « élaboré par le feu ». D’innombrables procédures d'extraction furent développées au cours des XVIe – XVIIe siècles. Dès 1614, le médecin Angelo Sala remarque dans Opiologia qu'« il se prépare des Laudanes en diverses manières, car presque chaque Spagyrien diffère en ce l'un de l'autre ».
Par tâtonnement, il fallait trouver les moyens d'exploiter les possibilités de purifications données par la grande solubilité des alcaloïdes morphinanes dans l'éthanol et leur insolubilité dans l'eau. Les quatre Laudanes principaux aux yeux de Sala, sont le spécifique anodin de Paracelse, le laudane de Quercetanus, celui de Oswald Crollius et le sien Nepenthes aurea.
La recette de Crollius a été évoquée ci-dessus. Quercetanus, à savoir Joseph du Chesne (1546-1609), donne une recette du vray Laudanum ou Nepenthes obtenu par une série de distillations en milieu acide (de vitriol, de Lune calcinée [argent], vinaigre) d'opium.
Jean Béguin (1550-1620) utilise une extraction à l'éthanol des alcaloïdes de l'opium pour faire son Laudanum ou Nepenthes plus excellent que celuy d'Homere à partir d'opium et de jusquiame « tirée selon l'art avec l'esprit de vin [eau-de-vie], rendu acide par l'esprit de vitriol [acide sulfurique] ou le soufre », de la teinture de safran et de corail, de l'ambre (Tyrocinium chymicum, 1610).
Au XVIIe siècle, Moïse Charas propose un laudanum plus simple à préparer. Il fait fermenter à chaleur modérée dans une cucurbite de l'opium, du suc de coing, du sel de tartre [K2CO3] et du sucre. Il obtient ainsi alors qu'« une partie impure, volatile & écumeuse surnageant la liqueur, la terrestre demeurant au fond, & que la liqueur pure, transparente & rouge, comme rubis, tiendra le milieu ; qu'il faut la séparer, la filtrer [...] puis qu'on dissolve cet extrait dans l'esprit de vin » (Pharmacopée, 1676).
Toutefois, des dizaines de préparations imaginées par les chimistes au début du XVIIe siècle, seules deux ou trois survécurent : le laudanum de Sydenham, le laudanum de Rousseau (en France) et le laudanum anglais ou gouttes noires (en Angleterre). À la fin du XIXe siècle en France, le nom de laudanum était réservé seulement aux seuls Laudanum de Sydenham et de Rousseau.
La formule la plus célèbre du laudanum est ainsi celle du médecin anglais Thomas Sydenham (1624-1689). Le succès de sa préparation tient certainement à sa simplicité se résumant à une infusion dans du vin :
| Laudanum liquide de Sydenham : « Prendre du vin espagnol, une pinte ; de l'opium, deux onces ; du safran, une once ; de la cannelle et de la girofle réduites en poudre, une dragme chacune ; les faire infuser ensemble au chaud pendant deux à trois jours, jusqu'à ce que la teinture soit de bonne consistance et après l'avoir filtrée, préparez-la à son usage. » (Œuvres, Chap. III, years 1670, 1671, 1672[20]) |

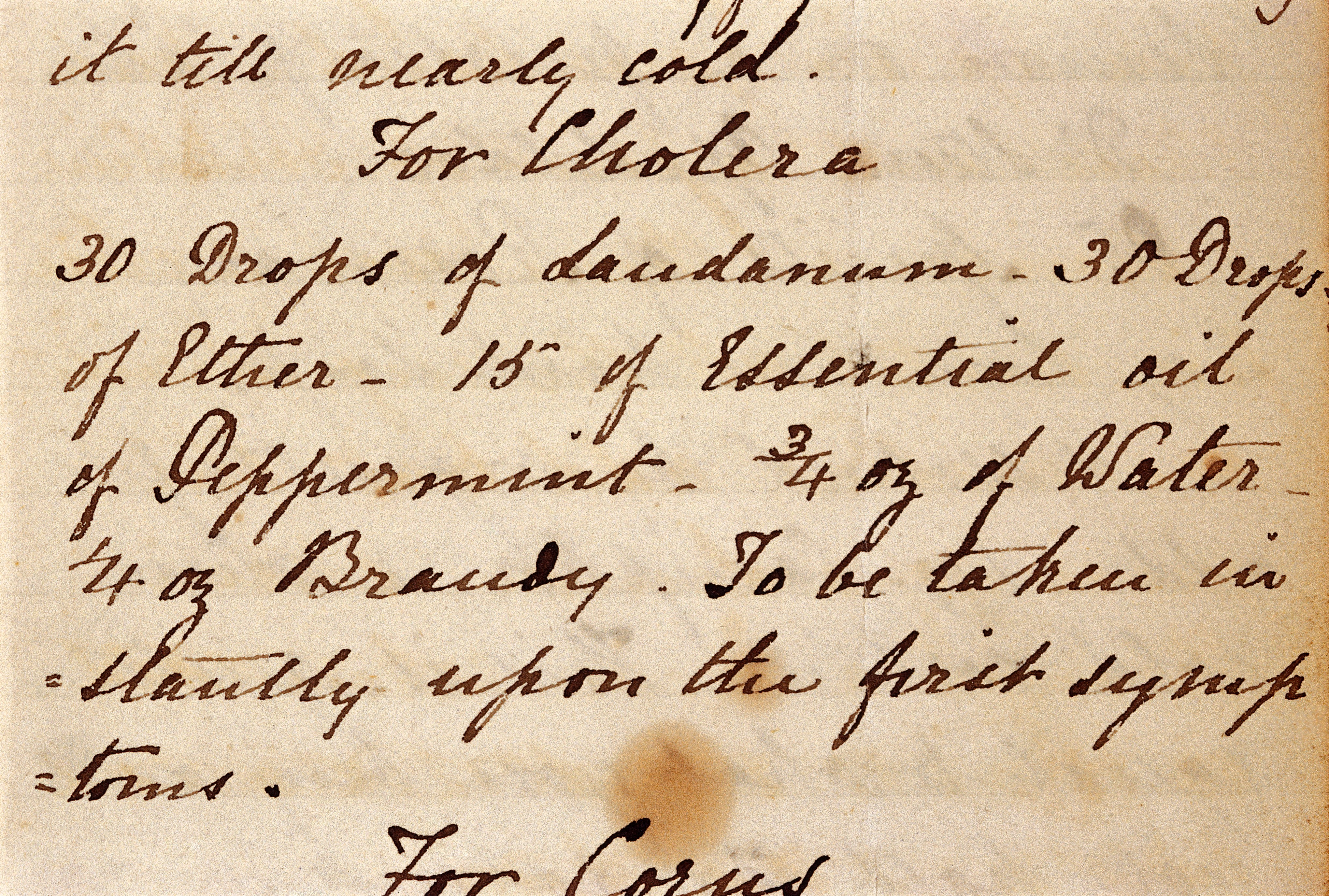
« Pour le choléra : 30 gouttes de laudanum », v. 1850.

De la pilule solide de laudanum de Paracelse, on passa à la forme liquide de la teinture d'opium safranée du médecin anglais. Le docteur Sydenham recommandait quelques gouttes de laudanum liquide pour calmer les patients qui souffraient de diarrhées, vomissements, douleurs violentes, fièvres, autant de symptômes douloureux incontrôlables qu'il avait pu observer lors des épidémies de dysenteries des années 1669-1672. Il proposait une posologie précise pour les patients souffrant de dysenterie, variole, pleurésie, choléra, fièvres intermittentes ou stationnaires, convulsions, calculs rénaux, etc.. Sydenham avait voulu simplifier la formule et la rendre d'un emploi facile.
C'est le seul remède conseillé notamment à Théophile Gautier contre les premiers symptômes lors de l'épidémie de choléra sévissant à Paris en 1865, qui à son tour le conseille à ses sœurs.
Le laudanum de Sydenham (ou œnolé d'opium safrané, vin d'opium composé) finit par être largement accepté en Europe, puis ailleurs dans le monde (USA, Russie, Chili, etc.). Sa formule est donnée dans la plupart des cours de chimie et des traités de pharmacie des XVIIe – XVIIIe siècle (Lémery, la Pharmacopae Wirtenbergica 1760, Baumé 1777, Rivet 1803, etc.). Au XIXe siècle, les Codex de 1818, 1837 et 1866 l'adoptèrent, aux unités de mesure près. Elle est demeurée dans la Pharmacopée française (nouveau nom du codex) jusqu'à la IXe édition de 1976. Elle a longtemps été considérée par les médecins comme préférable aux autres opiacées dans les flux diarrhétiques.
En s'échappant des officines, le laudanum de Sydenham sera même à l'origine de la toxicomanie de nombreux artistes et écrivains romantiques, sans parler de larges parties de la population anglaise au XIXe siècle.
Le laudanum de Rousseau (ou vin d'opium par fermentation) a été conçu par l'abbé Rousseau, médecin de Louis XIV. On dissout dans de l'eau chaude, de l'opium, du miel (et de la levure de bière) et on laisse la fermentation se faire à la température de 25-30 °C. On distille le liquide fermenté et on retire une certaine quantité de liqueur spiritueuse qu'on ajoute au produit d'évaporation. Mais ce produit d'odeur vireuse a une très faible activité. C'est pourquoi sur les conseils de Baumé, on filtre la liqueur fermentée, on la fait réduire et on rajoute de l'alcool.

### Les buveurs de laudanum auxXVIIIe–XIXesiècles

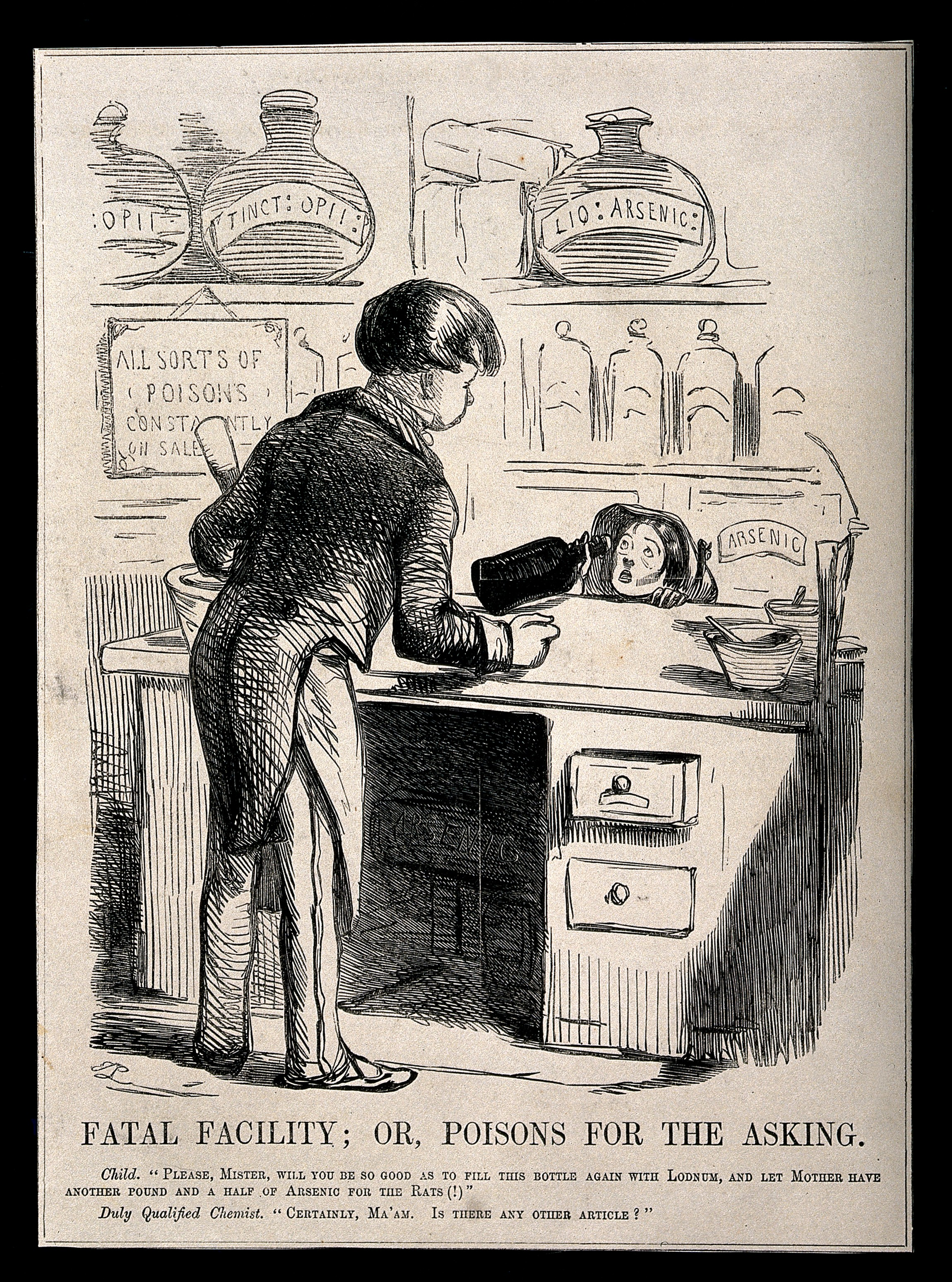
« Apothicaire peu scrupuleux vendant de l'arsenic et du laudanum à une enfant » venue avec sa bouteille.

En Europe, les XVIIIe et XIXe siècles furent incontestablement les siècles de l'opium où la drogue devint l'objet d'enjeux internationaux complexes, de monopoles fiscaux considérables et, parfois, l'objet d'une fascination toxicomaniaque.
En Asie orientale, l'opium est fumé à la pipe alors qu'en Occident, il est principalement bu sous forme de laudanum. Les préparations pharmaceutiques opiacées passent facilement de l'usage thérapeutique à l'usage récréatif, d'autant plus qu'elles sont en vente libre au Royaume-Uni. L'opiomanie touche toutes les classes de la société et génère même une recherche esthétique qui laissera une trace dans l'histoire de la littérature. Les poètes Coleridge, De Quincey, Poe et Baudelaire qui se disent des « mangeurs d'opium » (des opiophages), sont toutefois plutôt des buveurs d'opium.

#### Royaume-Uni
À la fin du XVIIIe siècle, la puissante East India Company britannique grâce à la conquête du Bengale, obtient le monopole de la production de l'opium. Elle en profite pour s'engager dans un très lucratif commerce de contrebande, du Bengale vers la Chine. Elle n'hésite pas à pousser le gouvernement britannique à mener les guerres de l'opium (1839-1842 et 1856-1860), destructrices pour la Chine. Sensibles aux succès militaires et aux revenus considérables qui leur permirent de construire leur immense Empire, les Britanniques considérèrent l'opium comme une marchandise simplement très profitable et non comme une drogue redoutable. Mais par un retournement du sort moins connu, l'opium devint alors largement disponible au Royaume-Uni et connut un succès populaire équivalent à celui de l'alcool. L'opium entrant dans les îles britanniques venait de Turquie et non d'Inde et était consommé principalement sous la forme liquide de préparations pharmaceutiques.

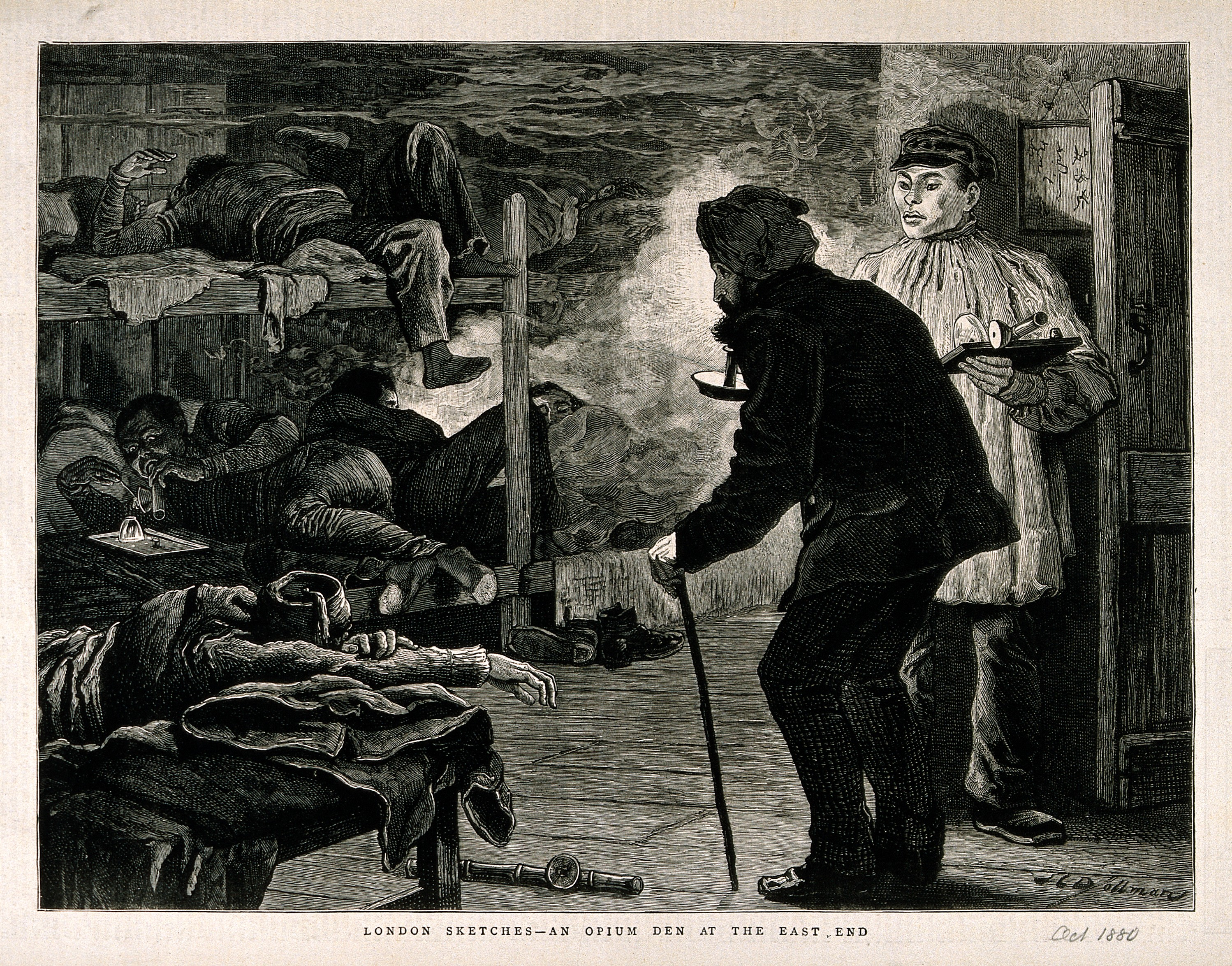
Opium den à East End, Londres, gravure de 1880.

Le laudanum, surnommé « l'aspirine du XIXe siècle », était communément prescrit dans les foyers victoriens comme un antidouleur et souvent recommandé pour la diarrhée, la toux, les rhumatismes, les règles douloureuses, les maladies cardiaques, etc. Le peuple ne consultant que très rarement les médecins, il se développa d'autres réseaux qui distribuaient l'opium sous la forme de laudanum de Sydenham, de poudre de Dover (opium et ipecacuanha) ou de cordial. Le bas prix du laudanum fit qu'il était pratiquement présent dans chaque famille au milieu du XIXe siècle. Dans les grandes villes industrielles, les ouvriers peuvent se procurer le laudanum dans les boutiques de droguistes, sur les étalages des marchés et même dans les pubs. La plus grande liberté règne dans la vente. Le laudanum est versé par le boutiquier dans la bouteille apportée par le client. Jusqu'au Pharmacy Act de 1868 (qui donne le monopole de la vente d'opium aux pharmacies), les réseaux les plus divers vendent la drogue aussi bien pour l'automédication que pour l'usage récréatif.
Dans toutes les couches de la société, de plus en plus d'individus passent allègrement de l'usage thérapeutique à l'usage hédonique du laudanum, avec le gros risque d'être pris au piège de l'addiction. Les écrivains cherchent à sublimer cette vogue de l'opiophagie en une expérience sensorielle « divine ». Le poète Thomas de Quincey est connu pour avoir traité en précurseur l'ambivalence de l'opium. En 1821, il publie anonymement dans le London Magazine les Confessions d'un mangeur d'opium anglais, où il raconte son expérience personnelle avec le laudanum de 1804 à 1812. Dans l'opium, il cherche un stimulant à ses rêves autant qu'un remède à ses peines. « Tu possèdes les clefs du Paradis, ô juste, subtil et puissant opium » chante-t-il. Son ami intime Coleridge commence à abuser de l'alcool et du laudanum dès sa période universitaire. Il luttera toute sa vie contre sa dépendance à la drogue. Parmi les autres poètes célèbres ayant touché au laudanum récréatif, citons Lord Byron, John Keats, Mary Shelley...

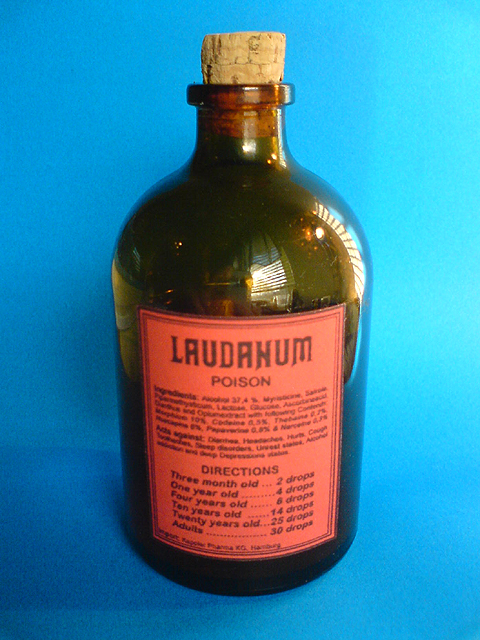
Fiole de laudanum avec posologie pour nourrissons et enfants.

Charles Dickens raconte comment les mères qui travaillent en usine confient leurs enfants à des nourrices qui leur administrent du cordial de Godfrey (à base de laudanum) pour être tranquilles. Quand le cordial ne produit plus d'effet, la nounou « y ajoute un peu de laudanum ou même un peu d'opium pur, et son nourrisson redevient aussi paisible que la mort ». Le système était très répandu. On voyait, en traversant Manchester et Birmingham, des publicités pour des sirops calmants nommés le repos des mères. « Il est facile de voir que les pharmaciens y font de bonnes affaires, que les demeures paisibles des pauvres y sont infectées par les narcotiques [...]. A Manchester, il se vend, par an, 2 000 gallons (9 086 litres) du cordial de Godfrey ».
Charles Dickens condamnait l'usage de l'opium en public mais s'offrait les agréments du laudanum en privé, comme certains autres romanciers d'ailleurs.
Karl Marx témoigne de l'appétence des travailleurs anglais pour l'opium, pris sous forme de laudanum : « Les proportions prises par le commerce et la consommation individuelle de l'opium sont considérables, presque comparables à la fortune des bistrots.[...]. Chaque village des environs avait une boutique dans laquelle les flacons de laudanum [cette solution d'alcool et d'opium est le mode le plus répandu d'absorption de l'opium] s'empilaient par centaines sur le comptoir, prêts à être servis aux foules ouvrières sortant le samedi de l'usine ». Il remarque dans Le Capital : « Tout comme dans les districts manufacturiers anglais, la consommation d'opium se propage également chaque jour davantage dans les districts agricoles parmi les ouvriers et les ouvrières adultes ».
Au XIXe siècle, le rigorisme et le puritanisme de la bonne société victorienne s'accompagnèrent longtemps d'une importante consommation d'alcool et de laudanum. La drogue, avec une bonne dose d'humour et d'excentricité, peut fournir des échappatoires à un ordre social étouffant.

#### France
En France, la vente des drogues était plus réglementée qu'outre-Manche si bien que le passage de l'usage thérapeutique à l'usage récréatif fut plus difficile. L'opium s'est trouvé écartelé entre ses deux usages et tel un Janus bifrons, il a mené « en quelque sorte deux carrières parallèles : l'une légale et thérapeutique, l'autre hédonique et prohibée ».

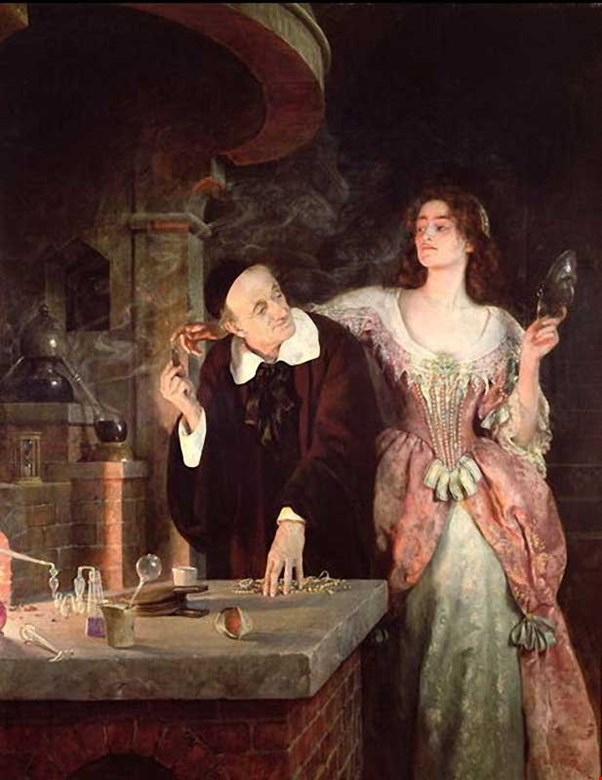
Le laboratoire, J. Collier.

À l'origine de la réglementation, un document officiel, daté de 1635, précise qu'un apothicaire ne pourra délivrer un « poison » (un remède toxique) que s'il en connaît la destination. Un arrêté de police de 1664 prévoit d'ailleurs une amende de 400 livres pour le contrevenant. Ce qui n'empêche pas l'« affaire des poisons », une série d'empoisonnements survenus entre 1679 et 1682, dans lesquels il est question d'arsenic, de sublimé [bichlorure de mercure], et quelquefois d'opium,. Un chimiste de renom, Christophe Glaser, accusé d'avoir fourni des substances toxiques à la marquise de Brinvilliers, fut incarcéré quelque temps à la Bastille, avant d'être innocenté. Comme tous les apothicaires de l'époque, Glaser pouvait très bien vendre des produits dangereux aux clients de son officine, sans être assuré de l'usage qu'ils en feraient. Les apothicaires-chimistes de l'époque fabriquaient régulièrement des remèdes à base de mercure, d'arsenic et d'opium dont le fameux laudanum. À la suite de cette retentissante affaire, Louis XIV promulgue, en juillet 1682, un édit prévoyant la peine de mort « pour la punition de différents crimes, notamment des Empoisonneurs, ceux qui se disent Devins, Magiciens et Enchanteurs, & portant règlement pour les Épiciers & Apothicaires ». Sont réputés au nombre des poisons ceux qui causent une mort rapide mais aussi ceux « qui en altérant peu-à-peu la santé, causent des maladies ».
Un siècle plus tard, l'édit royal du 10 avril 1777 met en œuvre les dispositions réglementaires sur le monopole du commerce des « poisons » par les apothicaires.
Au siècle suivant, des faits divers tragiques rappellent que les contournements de la loi sont toujours possibles. Une nouvelle loi le 19 juillet 1845 indique pour la première fois les mentions obligatoires devant figurer sur une ordonnance prescrivant une ou plusieurs substances vénéneuses.
Sous l'Ancien régime, le commerce des différentes corporations était très réglementé. Le corps des Limonadiers institué en 1676 pouvait distribuer du café, de la limonade, des fruits confits dans l'eau-de-vie  et des boissons alcoolisées (les vins et toutes sortes de rossolis, à savoir de l'eau-de-vie sucrée et parfumée, forme sous laquelle l'eau-de-vie commença à se consommer comme boisson récréative du temps de Louis XIV). L'eau-de-vie, qui jusqu'au XVIIe siècle était restée un produit médicinal produit par les apothicaires, commença alors à devenir une boisson récréative, en vente libre, et produite aussi par les distillateurs-limonadiers-vinaigriers. Mais le laudanum, à la différence de l'eau-de-vie, n'a jamais pu être vendu en tant que tel par le corps des distillateurs-limonadiers-vinaigriers.
La frontière entre « remède » et « stupéfiant » est restée particulièrement fluctuante en fonction du contexte socio-historique. La délimitation entre licite et illicite s'est aussi déplacée avec le glissement de sens du mot « stupéfiant ».
À la fin du XVIIIe siècle, le laudanum est devenu un remède mondain utilisé par les « ennuyés » et les « femmes vaporeuses » pour la toux, la colique, les douleurs mais aussi comme Julie de Lespinasse, contre les affres du taedium vitae, de « dégoût de la vie ». Quand les femmes sont prises de vapeurs, elles se précipitent sur le laudanum et les grains d'opium. Toutefois, l'accoutumance est dénoncée avec vigueur comme le fait le comte des Alleurs, dans une lettre adressée à Madame du Deffand, pour qui l'opium « met le sang en mouvement, donne les idées les plus gaies, remplit l'âme d'espérances flatteuses. Dès que son action cesse, il jette dans la langueur, la mélancolie et l'assoupissement... Il faut en augmenter les doses tous les trois mois au moins. Il diminue l'appétit, il attaque les nerfs. Ceux qui en font usage deviennent maigres et jaunes ; lorsque, de jaunes, ils deviennent verts, la mort n'est pas éloignée » (Lettre du 7 avril 1749). Dans son article « opium », l'Encyclopédie de Diderot et d'Alembert ne dresse pas un tableau aussi sévère, mais elle ne retient guère la valeur médicale du produit, pourtant si prisée par les apothicaires-chimistes du passé.
Les prescriptions de laudanum ne concernent pas que les puissants. On les trouve aussi dans le coffre à médicaments des navires négriers en partance de Nantes et Bordeaux. Il comprend du laudanum pour combattre la dysenterie, une des maladies les plus redoutées dans le transport du « bois d'ébène ».
En 1849, le docteur Bouchardat constate que le laudanum est en France « le médicament le plus employé en matière médicale ». Il ne pouvait s'obtenir en principe que chez l'apothicaire et avec une ordonnance médicale.
Un nouveau mode de consommation de l'opium venu d'Extrême orient est apparu au début du XIXe siècle en Europe, face à la consommation dominante du laudanum. La méthode chinoise de fumer l'opium chandoo dans le cadre d'un rituel très élaboré est apparue en Chine au XVIIIe siècle. Elle s'est répandue ensuite en Amérique du nord, Australie et Asie du Sud-est par les grandes vagues migratoires de Chinois de la seconde moitié du XIXe siècle. En France, l'habitude de « tirer sur le bambou » accompagne le retour des marins, soldats, négociants et fonctionnaires de l'Indochine et de Chine. Dès les années 1850, l'opium est probablement fumé dans certains ports français. D'emblée, l'usage de la pipe à opium s'affiche comme une recherche hédonique, et ne se cache pas derrière le paravent d'une thérapeutique antalgique.

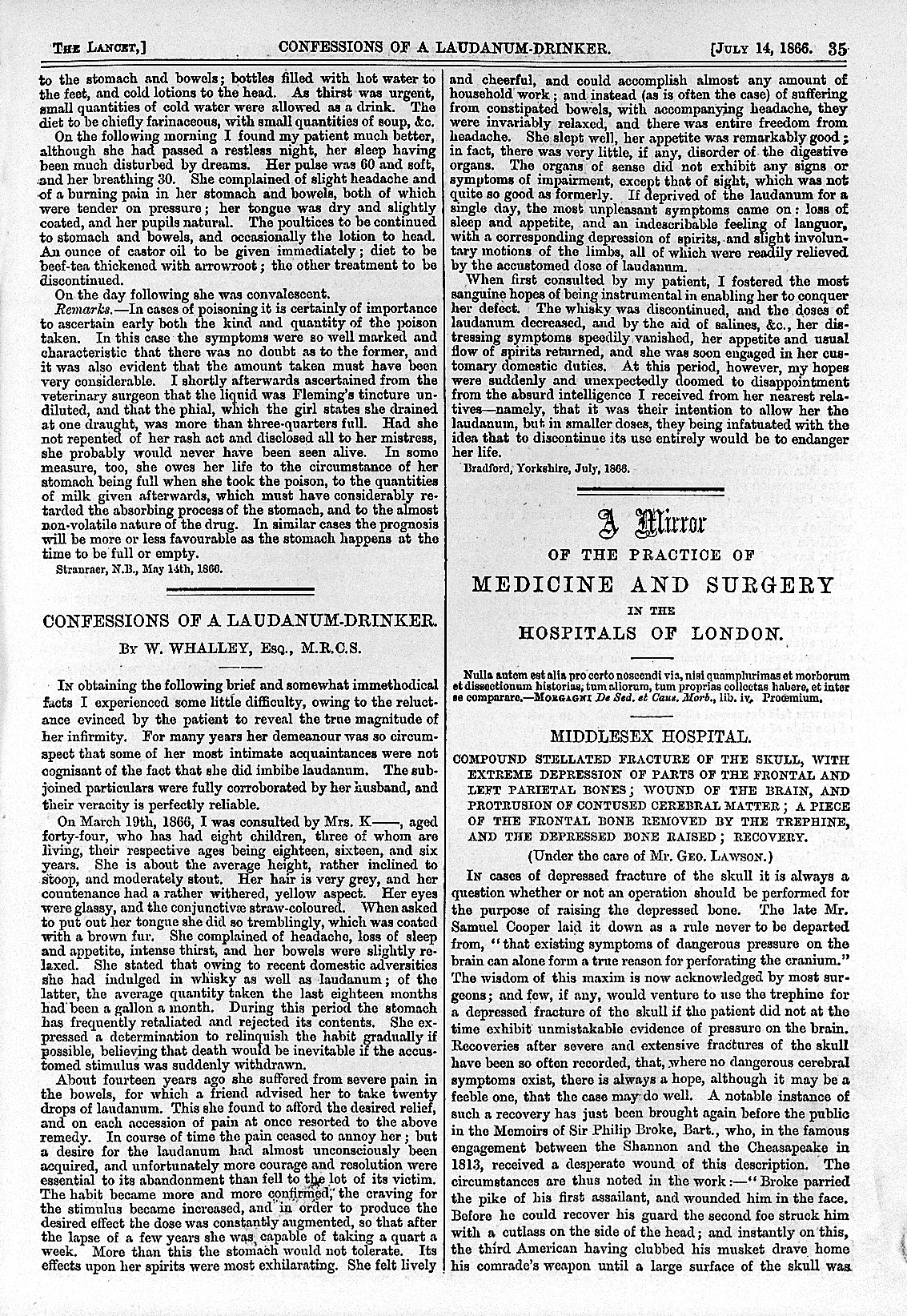
« Confessions d'un buveur de laudanum », 1860.

Les poètes et romanciers romantiques français, fascinés par le culte de la drogue de De Quincey, s'adonnent aux expériences mentales troublantes qu'offrent la possibilité de facilement déguster le haschisch, fumer l'opium ou boire du laudanum. Avec des scientifiques et des artistes, ils se réunissent régulièrement de 1844 à 1849, au « Club des Hashischins » dans l'île Saint-Louis à Paris. Y viendront Charles Baudelaire, Théophile Gautier, Alexandre Dumas, Gérard de Nerval, Eugène Delacroix, etc. La drogue était à leurs yeux un instrument d'exploration mentale qu'ils pouvaient mener sous la direction bienveillante du docteur aliéniste Moreau. Au Club, on consommait principalement le dawamesk, une sorte de confiture verdâtre à base de résine de cannabis et de miel.
À la suite de ces expériences, Baudelaire publie en 1860 Les Paradis artificiels dans lequel il ne cache rien des « voluptés » ni des « tortures » de l'opium. Dans La chambre double, poème tiré du Spleen de Paris (1861), Baudelaire évoque ainsi l'ambivalence du laudanum : « Dans ce monde étroit, mais si plein de dégoût, un seul objet connu me sourit : la fiole de laudanum ; une vieille et terrible amie ; comme toutes les amies, hélas ! féconde en caresses et en traîtrises ». Le laudanum était arrivé dans sa vie pour combattre les affres de la dépression et alléger ses douleurs intestinales causées par la syphilis. Mais lucidement, il avoue que « Les chercheurs de paradis font leur enfer ».
 La France a donc suivi la vogue esthétique et littéraire de la consommation de drogue lancée par la Grande-Bretagne, sans passer par le phénomène d'addiction de larges secteurs de la population.

## Les figures artistiques du laudanum

### Dans la littérature
- Dans La Chartreuse de Parme Clélia fait boire du Laudanum à son père  pour faciliter l'évasion de Fabrice. Mais la dose est trop forte et son père a failli mourir. Le comportement de Clelia envers Fabrice bascule à ce moment-là. Avec l’aide de Clélia et celle de la Sanseverina, Fabrice parvient à s’évader. Mais la dose de laudanum administrée au gouverneur de la prison pour permettre l’évasion se révèle trop forte, et celui-ci semble en danger de mort. Rongée par le remords, Clélia fait un vœu à la Madone, celui de ne plus jamais revoir Fabrice, et d’épouser le riche marquis de Crescenzi, union désirée par son père.
- Le personnage d'Oscar Hopkins dans le roman de Peter Carey Oscar et Lucinda (1988) utilise du laudanum (au départ par coercition) pour dominer son aquaphobie lors de son expédition de Sydney.
- Victor Frankenstein, personnage créé par Mary Shelley en 1816, utilise du laudanum pour l'aider à s'endormir après la mort de son ami, Henry Clerval.
- Le laudanum figure aussi dans des fictions historiques. Dans la série de romans Les Aubreyades de Patrick O'Brian, le chirurgien du vaisseau, Stephen Maturin, utilise la drogue dans l'exercice de son métier, et lutte contre sa propre addiction à celle-ci.
- Dans le roman La Rose rebelle de l'auteur canadienne Linda Holeman (en), un Anglais distribue du laudanum à des immigrantes indiennes afin de les violer.
- Dans La Chambre double de Charles Baudelaire, il en usait pour soulager les douleurs qu'il ressentait face à sa syphilis, participant ainsi à l'illusion de sa chambre « double ».
- Sacha Guitry, dans la pièce de théâtre Le KWTZ, utilise le laudanum pour le suicide du couple Maximilien et Hildebrande, finalement raté car pris de nausées à la suite de l'ingurgitation.
- Thomas de Quincey relate les effets de l'opium dans son œuvre majeure : les Confessions d'un mangeur d'opium anglais. Cette prise de laudanum vise au départ à soulager ses douleurs d'estomac mais elle finira vite par être le lot quotidien de Quincey.
- Dans le roman Omoo de l'écrivain américain Herman Melville (1847), le narrateur raconte un tour joué par des marins en détention à un médecin venu les ausculter : après avoir tous ingéré une petite quantité de laudanum, ils font mine d'être inconscients, ce qui provoque la panique du médecin qui ne comprend pas ce qui se passe.
- Jules Romains y fait allusion dans Knock ou le Triomphe de la médecine lors de l'entretien avec le pharmacien Mousquet.
- Dans le roman de Ken Follett L'Homme de Saint-Pétersbourg, Lydia prend régulièrement du laudanum pour s'endormir.
- Dans Anna Karénine de Léon Tolstoï, Anna en utilise pour pouvoir dormir, après que son mari lui eut refusé de voir son fils.
- Dans La femme de trente ans , d'Honoré de Balzac, Julie prend des gouttes de laudanum pour supporter son mariage malheureux.
- Dans Dracula de Bram Stoker (1897), le Comte se sert de laudanum pour endormir les servantes de Lucy.
- Dans Dixie de Julien Green, Elizabeth prend régulièrement du laudanum administré par sa gouvernante miss Llewelyn pour faire face à la mort de son mari Billy, tué lors de la guerre de Sécession.
- Dans la pièce de Georges Feydeau Hortense a dit « Je m'en fous ! », Madame en utilise en cataplasme. Hortense l'a écrit Eaudanum. Dans la pièce Le Dindon, une préparation de Laudanum est ingurgitée par inadvertance.
- Laudanum est le nom d'un camp retranché qui abrite une garnison de légionnaires dans les albums d'Astérix.
- Dans le roman Le Tireur de l'auteur américain Glendon Swarthout, porté à l'écran par Don Siegel en 1976, John Bernard Books, un tireur professionnel, apaise ses douleurs provoquées par un cancer incurable à l'aide de laudanum.
- Dans le roman Moisson rouge de Dashiell Hammett, le personnage principal (le Continental Op) en boit et sombre dans un sommeil profond, l'empêchant d'être un témoin de l'assassinat de Dynah Brand.
- Dans le roman Tarzan vous salue bien (en) de Philip José Farmer, John Clayton en administre à sa femme Alice lors de l'accouchement de leur fils qui deviendra le célèbre Tarzan avant d'être reconnu comme Lord Greystoke.
- Dans le roman Les pays lointains de Julien Green, la plupart des personnages féminins utilisent du laudanum pour trouver le sommeil.
- Dans le roman Laudanum de Virginie Bégaudeau, en 2015, l'héroïne Moïra est sous l'emprise du laudanum pour calmer ses troubles d'humeur, avant d'être internée dans un asile. Le roman parle de l'addiction à l'opium et de l'utilisation du laudanum en médecine, particulièrement en psychiatrie.

### Dans la musique
- Sur l’album The Snake, dans la chanson The Snake With Eyes Of Garnet, Shane MacGowan évoque le laudanum et la poteen comme des tranquillisants.
- William Sheller se sent léger comme du laudanum[43] dans sa chanson Mon dieu que j'l'aime.
- Hubert-Félix Thiéfaine y fait aussi référence dans sa chanson Le jeu de la folie, sur la poésie et les poètes en usant, dans l'album Scandale mélancolique.
- Dans le morceau Bic Médium, Arthur du groupe Feu! Chatterton évoque le dessin d'un flacon de laudanum sur le corps de sa partenaire.

### Au cinéma et à la télévision
- Dans le film La Malédiction Winchester, Jason Clarke a comme péché mignon le laudanum, qu'il utilise comme une drogue. Il en avale quelques gouttes à l'aide d'un stylo vide.
- Dans le film Juste avant la nuit de Claude Chabrol, le personnage tenu par Michel Bouquet utilise du laudanum à de nombreuses reprises pour s'aider à dormir. C'est également une dose de laudanum trop forte qui le tue.
- Dans le western Le Dernier des géants réalisé par Don Siegel en 1976, John Wayne dans son dernier rôle au cinéma joue un tireur professionnel apaisant à l'aide de laudanum les douleurs provoquées par un cancer incurable.
- Dans le film Entretien avec un vampire adapté du célèbre livre d'Anne Rice, Claudia utilise du laudanum pour tuer deux jeunes enfants afin de les offrir à son « père » Lestat.
- Dans le film From Hell, Johnny Depp en distille dans une préparation à base d'absinthe. Il fume également de l'opium.
- Dans la comédie dramatique En compagnie d'Antonin Artaud de Gérard Mordillat, Artaud, interprété par Sami Frey, consomme régulièrement du laudanum.
- Dans Tombstone (film), la femme de Wyatt Earp en utilise pour soigner des migraines.
- Dans la série Docteur Quinn, femme médecin, le docteur Michaela Quinn en utilise pour calmer les maux de ses patients.
- Dans la série Boardwalk Empire, produite par Martin Scorsese, on y voit une jeune femme mutilée en consommer pour atténuer ses souffrances.
- Dans la série American Horror Story, le personnage principal découvre qu'il a été drogué au laudanum par sa bonne.
- Dans la série Les Maîtres de l'horreur (saison 2, épisode 10), le personnage qui joue l'épouse d'Edgar Allan Poe est prise de toux et crache beaucoup de sang ; le médecin lui a fait ingérer du laudanum et en donne un flacon à son époux en lui disant qu'elle doit en prendre judicieusement.
- Dans la série Deadwood, qui se déroule à la fin du XIXe siècle dans l'Ouest américain, Ms Garret en consomme souvent, pour soulager ses maux de tête.
- Dans Les Sept Mercenaires (série télévisée), dans l'épisode pilote qui se déroule peu de temps après la Guerre de Sécession, le colonel Emmett Riley Anderson en consomme de manière fortement abusive, ce qui lui permit d'encaisser plusieurs balles et un coup de couteau avant de succomber.
- Dans le film Derrière les murs, Suzanne, romancière fuyant Paris et la mort de sa fille de 6 ans, retirée dans un village d'Auvergne, met quelques gouttes de laudanum dans de l'absinthe afin de réveiller son inspiration. Elle est en proie à de vives hallucinations (revoit sa fille, voit marcher des dizaines de rats). Le médecin du village lui reproche la prise de laudanum et lui confisque le flacon.
- Le film Royal Affair montre Johann Friedrich Struensee administrant du laudanum à la reine Caroline-Mathilde et suggère la progression addictive qui s'ensuit.
- Dans Chocolat, Raphaël Padilla, "Le clown Chocolat" achète du laudanum dans une petite bouteille et la boit tellement rapidement que le vendeur lui dit de faire attention.
- Dans la série Outlander, saison 2 épisode 12, Mary Hawkins, se procure du laudanum à Inverness dans un magasin de fournitures médicales, alors qu'elle tente de se marier.
- Dans la série Grand Hôtel, dans l'épisode 9 de la saison 3, Sofía Alarcón soigne ses maux de tête et ses instants de folie avec du laudanum.
- Dans Vampire Diaries, lors de l'épisode 3 de la saison 7, Valérie raconte qu'elle s'est suicidée en prenant du landanum avant de se noyer dans son bain.
- Dans la série télévisée Les enquêtes de Murdoch saison 2 épisode 5 La Fée verte, le meurtrier drogue sa victime au vin de Laudanum.
- Dans la série Peaky Blinders, Thomas Shelby consomme du laudanum dans l'épisode 4 de la saison 5. La substance est vraisemblablement responsable de visions.
- Dans le film Un cœur simple, de Marion Laine en 2007, l'addiction au laudanum de Mme Aubain, la maîtresse de maison, est révélée par sa tentative maladroite d'obtenir de son médecin une nouvelle prescription sous le prétexte d'avoir cassé sa bouteille.

### Dans les jeux vidéo
- Dans Red Dead Redemption, le héros a la capacité d'aller voir des dessins animés de propagande ; l'un d'eux se nomme « The Dangers of Doctors and Patent Medicines », où une petite fille boit une bouteille de laudanum, hallucine en voyant sa mère mangée par un ver géant, tue à la hache ledit ver, qui s'avère finalement être la mère de la petite fille.
- Dans Red Dead Redemption II, on peut lire une lettre de la mère d'Edmund, un tueur en série, qui fait référence au laudanum que le docteur Finkles lui avait prescrit pour le calmer ou elle dit qu'elle espère qu'il le prend encore.
- Dans le jeu d'horreur Amnesia : The Dark Descent, le héros peut prendre du laudanum pour améliorer son état de santé.
- Dans l'introduction d'Assassin's Creed Syndicate, un directeur d'usine demande « qu'on [lui] apporte du laudanum pour [sa] tête » alors qu'un enfant (parmi ses ouvriers) vient de subir un accident important, doit « se taire pour ne pas perturber les autres ouvriers » et voit son salaire retiré pour le reste de la journée.
- Dans If On A Winter's Night, Four Travelers, Lady Winterbourne se drogue au laudanum jusqu'à en faire une surdose.
- Dans le jeu Darkest Dungeon, les aventuriers peuvent consommer du laudanum afin de se libérer de l'altération d'état "horreur", qui génère périodiquement du stress, mécanique importante du jeu. Il est également présent dans sa suite, Darkest Dungeon II, avec un effet similaire.
- Dans le jeu Return of the Obra Dinn, Renfred Rajub est soigné avec du laudanum avant de décéder.